# Raimundas Labuckas
Raimundas Labuckas, född den 9 februari 1984 i Vilnius i Litauiska SSR i Sovjetunionen (nu Litauen), är en litauisk före detta kanotist.
Han tog bland annat VM-guld i C-2 200 meter i samband med sprintvärldsmästerskapen i kanotsport 2011 i Szeged.